# Міжурядова організація з міжнародних залізничних перевезень
Міжурядова організація з міжнародних залізничних перевезень (ОТІФ) фр. L'Organisation intergouvernementale pour les transports internationaux ferroviaires (OTIF) — утворена державами-членами, що приєдналися до Конвенції про міжнародні залізничні перевезення (КОТІФ). Штаб-квартира Організації знаходиться в місті Берн.
Метою Організації є сприяння, поліпшення і полегшення міжнародного залізничного сполучення.